# Simon Fisher Turner
Simon Fisher-Turner (Dover, 21 novembre 1954) è un musicista, cantautore, compositore e attore inglese.

## Biografia
Dopo aver interpretato il ruolo di Ned East nel 1971 in Tom Brown's Schooldays e aver recitato in alcuni film famosi come Marlowe indaga (1978), Fisher-Turner divenne rapidamente famoso come cantante idolo degli adolescenti. Il suo primo album, intitolato Simon Turner, uscì nel 1973 grazie al suo mentore Jonathan King. 
È stato membro dei Gadget e per due anni anche dei The The. Ha usato diversi nomi per incidere i suoi dischi, tra i quali Simon Fisher Turner, the King of Luxembourg, Deux Filles e Simon Turner.

## Filmografia

### Attore

#### Cinema
- The Sea Children, regia di David Andrews (1973)
- Marlowe indaga (The Big Sleep), regia di Michael Winner (1978)
- Caravaggio, regia di Derek Jarman (1986)
- Edoardo II (Edward II), regia di Derek Jarman (1991)
- The Party: Nature Morte, regia di Cynthia Beatt (1991)
- Il colpo - Analisi di una rapina (Croupier), regia di Mike Hodges (1998)
- Fine di una storia (The End of the Affair), regia di Neil Jordan (1999)
- Hana wo tsumu shôjo to mushi wo korosu shôjo, regia di Hitoshi Yazaki (2000)

#### Televisione
- Detective – serie TV, episodio 2x06 (1968)
- Merry-Go-Round – serie TV, episodio 15x08-15x09-15x10 (1968)
- Tower of London: The Innocent, regia di Jonathan Alwyn – film TV (1969)
- Kate – serie TV, episodio 2x08 (1971)
- The Silver Sword – miniserie TV, 6 puntate (1971)
- Tom Brown's Schooldays – miniserie TV, 5 puntate (1971)
- The Intruder – serie TV, 7 episodi (1972)
- Owen, M.D. – serie TV, episodi 1x47-1x48 (1972)
- The Edwardians – miniserie TV, 1 puntata (1972)
- La lunga caccia (The Long Chase) – serie TV, 13 episodi (1972)
- Tom's Midnight Garden – serie TV, episodio 1x03 (1974)
- Who Killed Lamb?, regia di David Cunliffe – film TV (1974)
- Thriller – serie TV, episodio 2x08 (1974)
- Village Hall – serie TV (1974-1975)
- Doppia sentenza (Softly Softly: Task Force) – serie TV, episodio 6x11 (1974)
- Churchill's People – serie TV, episodio 1x24 (1975)
- Kim & Co. – serie TV, 26 episodi (1975-1977)
- Wings – serie TV, 5 episodi (1977)
- Van der Valk – serie TV, episodio 3x11 (1977)
- Lillie – miniserie TV, 2 puntate (1978)
- Shadows – serie TV, episodio 3x06 (1978)
- Penmarric – serie TV, episodio 1x12 (1979)
- Stay with Me Till Morning – serie TV, episodi 1x01-1x02-1x03 (1981)
- Neptune's Children – serie TV (1985)

### Colonne sonore

#### Cinema
- Sloane Square: A Room of One's Own, regia di Guy Ford e Derek Jarman - cortometraggio (1976)
- Caravaggio, regia di Derek Jarman (1986)
- The Last of England, regia di Derek Jarman (1987)
- Melancholia, regia di Andi Engel (1989)
- The Garden, regia di Derek Jarman (1990)
- Edoardo II (Edward II), regia di Derek Jarman (1991)
- Elenya, regia di Steve Gough (1992)
- Floating, regia di Richard Heslop (1992)
- Un dimanche sans ailes, regia di Anthony Souter - cortometraggio (1992)
- Blue, regia di Derek Jarman (1993)
- Nadja, regia di Michael Almereyda (1994)
- Loaded, regia di Anna Campion (1994)
- Anton & Minty, regia di Alnoor Dewshi - cortometraggio (1995)
- All Men Are Mortal, regia di Ate de Jong (1995)
- National Achievement Day, regia di Ben Hopkins - cortometraggio (1996)
- Shabbat Night Fever, regia di Vincent Cassel - cortometraggio (1997)
- Crocodile Snap, regia di Joe Wright - cortometraggio (1997)
- The Rocking Horse Winner, regia di Michael Almereyda - cortometraggio (1997)
- Claire Dolan, regia di Lodge Kerrigan (1998)
- Il colpo - Analisi di una rapina (Croupier), regia di Mike Hodges (1998)
- The Eternal (Trance), regia di Michael Almereyda (1998)
- The Lost Days, regia di Laura Waddington (1999)
- Hana wo tsumu shôjo to mushi wo korosu shôjo, regia di Hitoshi Yazaki (2000)
- Lava, regia di Joe Tucker (2001)
- My Kingdom, regia di Don Boyd (2001)
- Cargo, regia di Laura Waddington - cortometraggio (2002)
- I'll Sleep When I'm Dead, regia di Mike Hodges (2003)
- Angel, regia di Felicity Morgan-Rhind - cortometraggio (2003)
- Resurrection, regia di Mitchell Lichtenstein - cortometraggio (2004)
- Border, regia di Laura Waddington - cortometraggio (2004)
- William Eggleston in the Real World, regia di Michael Almereyda (2005)
- Bipolar, regia di Anna Campion - cortometraggio (2006)
- Burning Light, regia di Marc Ellegaard (2006)
- Derek, regia di Isaac Julien e Bernard Rose (2008)
- The Invisible Frame, regia di Cynthia Beatt (2009)
- Ways of Listening, regia di Colin MacCabe - cortometraggio (2013)
- Puma, mi bienamado, regia di Nadina Marquisio, Laura Martínez Duque e Tom Maver - cortometraggio (2013)
- Chaconne, regia di Francesca Brill - cortometraggio (2018)
- Sound for the Future, regia di Matt Hulse (2020)
- Three Hundred and Thirty Three Part Two, regia di Daisy Dickinson - cortometraggio (2024)
- A Fidai Film, regia di Kamal Aljafari (2024)
- Sleep among Wolves, regia di Ronny Strehmann - cortometraggio (2024)

#### Televisione
- Cycling the Frame, regia di Cynthia Beatt - cortometraggio TV (1988)
- No Head for Heights, regia di Steven Bernstein e Nicholas Wright - cortometraggio TV (1992)
- Screenplay - serie TV, episodio 8x06 (1993)
- Jerusalem, City of Heaven, regia di Tim Lambert - documentario TV (1992)
- Empires: The Greeks - Crucible of Civilization - miniserie TV, 1 puntata (2000)
- Nature Boy - miniserie TV, 4 puntate (2000)
- Sweeney Todd, regia di David Moore - film TV (2006)
- Stanley Kubrick's Boxes, regia di Jon Ronson - documentario TV (2008)
- First Cut - serie TV, episodio 6x01 (2011)
- The Raft of the Medusa, regia di Jeremy Mortimer - film TV (2015)

## Discografia

### Come "Simon Turner"
- Shoeshine Boy/17 Single (UK Records UK 20) (1972)
- Baby (I Gotta Go)/Love Around Single (UK Records UK 32) (1972)
- Baby (I Gotta Go)/I Wanna Love My Life Away Single (UK Records UK 37) (1972)
- The Prettiest Star/Love Around Single (UK Records UK 44) (1973)
- California Revisited/Simon Talk Single (UK Records UK 52) (1973)
- She Was Just A Young Girl (No Way)/I'll Take Your Hand Single (UK Records UK 60) (1974)
- Sex Appeal/Little Lady Single (UK Records UK 74) (1974)
- I've Been A Bad Bad Boy / Little Lady Single (UK Records UK 104) (1974)
- New York / Hello I Am Your Heart Single (1975)
- Could It Really Be Single (Ariola Records 17800 AT) (1977)
- Simon Turner (UK Records UKAL 1003) (1973)
- Simon Turner (Creation Records) (1990)
- Sex Appeal (1992)
- The Many Moods of Simon Turner (1993)
- Revox (1993)

### Come "the King of Luxembourg"
- Sir/Royal Bastard (1988)
- Sex Appeal (1992)
- Sweets of Japan (Felicite Records) (2003)

### Come "Simon Fisher Turner"
- The Bone of Desire (1985)
- Caravaggio Original Soundtrack (1986–95)
- The Last of England Original Soundtrack (1987)
- Melancholia Soundtrack (1989)
- Edward II Original Soundtrack (1991)
- The Garden Original Soundtrack (1991)
- I've Heard the Ammonite Murmur (1992)
- Blue (1994)
- Live Blue Roma (The Archaeology of Sound) (1995)
- Nadja (1995)
- Shwarma (1996)
- Loaded Original Soundtrack (1996)
- Still, Moving, Light (1999)
- Oh Venus (1999)
- Eyes Open (1999)
- Travelcard (2000)
- Riviera Faithful (2002)
- Swift (2002)
- Lana Lara Lata (2007)
- Music From Films You Should Have Seen (2009)

## Ascendenza
|                            |                                      |                                        | Genitori                            |  |  | Nonni |  |  | Bisnonni |  |  | Trisnonni |  |
|                            |                                      |                                        |                                     |  |  |       |  |  | …        |  |  | …         |  |
|                            |                                      |                                        |                                     |  |  |       |  |  | …        |  |  | …         |  |
|                            |                                      | …                                      |                                     |  |  |       |  |  | …        |  |  |           |  |
| E. Fisher-Turner           |                                      |                                        |                                     |  |  |       |  |  | …        |  |  |           |  |
|                            |                                      | …                                      | …                                   |  |  |       |  |  |          |  |  |           |  |
|                            |                                      | …                                      | …                                   |  |  |       |  |  |          |  |  |           |  |
|                            |                                      | …                                      | …                                   |  |  |       |  |  |          |  |  |           |  |
| Richard John Fisher-Turner |                                      | …                                      |                                     |  |  |       |  |  |          |  |  |           |  |
|                            |                                      | …                                      | …                                   |  |  |       |  |  |          |  |  |           |  |
|                            |                                      | …                                      | …                                   |  |  |       |  |  |          |  |  |           |  |
|                            |                                      | …                                      | …                                   |  |  |       |  |  |          |  |  |           |  |
| …                          |                                      | …                                      |                                     |  |  |       |  |  |          |  |  |           |  |
|                            |                                      | …                                      | …                                   |  |  |       |  |  |          |  |  |           |  |
|                            |                                      | …                                      | …                                   |  |  |       |  |  |          |  |  |           |  |
|                            |                                      | …                                      | …                                   |  |  |       |  |  |          |  |  |           |  |
| Simon Fisher-Turner        |                                      | …                                      |                                     |  |  |       |  |  |          |  |  |           |  |
|                            | Hugh Money-Coutts, VI barone Latymer | Francis Money-Coutts, V barone Latymer |                                     |  |  |       |  |  |          |  |  |           |  |
|                            | Hugh Money-Coutts, VI barone Latymer | Francis Money-Coutts, V barone Latymer |                                     |  |  |       |  |  |          |  |  |           |  |
|                            | Hugh Money-Coutts, VI barone Latymer | Edith Churchill                        |                                     |  |  |       |  |  |          |  |  |           |  |
| Godfrey Money-Coutts       | Hugh Money-Coutts, VI barone Latymer |                                        |                                     |  |  |       |  |  |          |  |  |           |  |
|                            |                                      | Hester Russell                         | John Cecil Russell                  |  |  |       |  |  |          |  |  |           |  |
|                            |                                      | Hester Russell                         | John Cecil Russell                  |  |  |       |  |  |          |  |  |           |  |
|                            |                                      | Hester Russell                         | Frances Hester Thornhill            |  |  |       |  |  |          |  |  |           |  |
| Julia Jane Money-Coutts    |                                      | Hester Russell                         |                                     |  |  |       |  |  |          |  |  |           |  |
|                            |                                      | Wilfred James                          | Walter James, II barone Northbourne |  |  |       |  |  |          |  |  |           |  |
|                            |                                      | Wilfred James                          | Walter James, II barone Northbourne |  |  |       |  |  |          |  |  |           |  |
|                            |                                      | Wilfred James                          | Edith Emeline Mary Lane             |  |  |       |  |  |          |  |  |           |  |
| Anne Cecilia James         |                                      | Wilfred James                          |                                     |  |  |       |  |  |          |  |  |           |  |
|                            |                                      | Margaret Anne Stogdon                  | John Stogdon                        |  |  |       |  |  |          |  |  |           |  |
|                            |                                      | Margaret Anne Stogdon                  | John Stogdon                        |  |  |       |  |  |          |  |  |           |  |
|                            |                                      | Margaret Anne Stogdon                  | …                                   |  |  |       |  |  |          |  |  |           |  |
|                            |                                      | Margaret Anne Stogdon                  |                                     |  |  |       |  |  |          |  |  |           |  |